# Melisa (imię)
Melisa – imię żeńskie, pochodzenia greckiego, oznacza „pszczołę” (gr. μέλισσα). W greckiej mitologii Melissa była jedną z nimf opiekujących się małym Zeusem.
W styczniu 2024 w rejestrze PESEL, wśród publicznie dostępnych danych dotyczących osób żyjących, wykazano: 942 kobiety o imieniu Melisa, 871 kobiet o imieniu Melissa, 63 kobiety o imieniu Melita i 13 kobiet o imieniu Melitta nadanym jako imię pierwsze.
Melisa imieniny obchodzi: 10 marca i 15 września.

## Imię Melisa w innych językach[8]
- łacina – Melissa, Melitta
- czeski – Melisa, Melita
- francuski – Melissa
- hiszpański – Melisa, Melissa
- niemieckl – Melissa, Melitta
- słowacki – Melita
- włoski – Melissa.

## Kobiety noszące imię Melisa
- Melissa Sue Anderson – amerykańska aktorka
- Melissa Auf der Maur – kanadyjska piosenkarka
- Melissa Etheridge  – amerykańska piosenkarka
- Melissa Francis – amerykańska dziennikarka
- Melissa George  – australijska aktorka
- Melissa Gilbert – amerykańska aktorka
- Melissa Joan Hart – amerykańska aktorka
- Melissa Leo  – amerykańska aktorka
- Melissa McCarthy – amerykańska aktorka
- Melissa Torres Sandoval – meksykańska tenisistka.